# Вајшенфелд
Вајшенфелд (њем. Waischenfeld) град је у њемачкој савезној држави Баварска. Једно је од 33 општинска средишта округа Бајројт. Према процјени из 2010. у граду је живјело 3.189 становника. Посједује регионалну шифру (AGS) 9472197.

## Географски и демографски подаци
Вајшенфелд се налази у савезној држави Баварска у округу Бајројт. Град се налази на надморској висини од 372 метра. Површина општине износи 55,7 km². У самом граду је, према процјени из 2010. године, живјело 3.189 становника. Просјечна густина становништва износи 57 становника/km².